# Ste-Geneviève (Barcy)

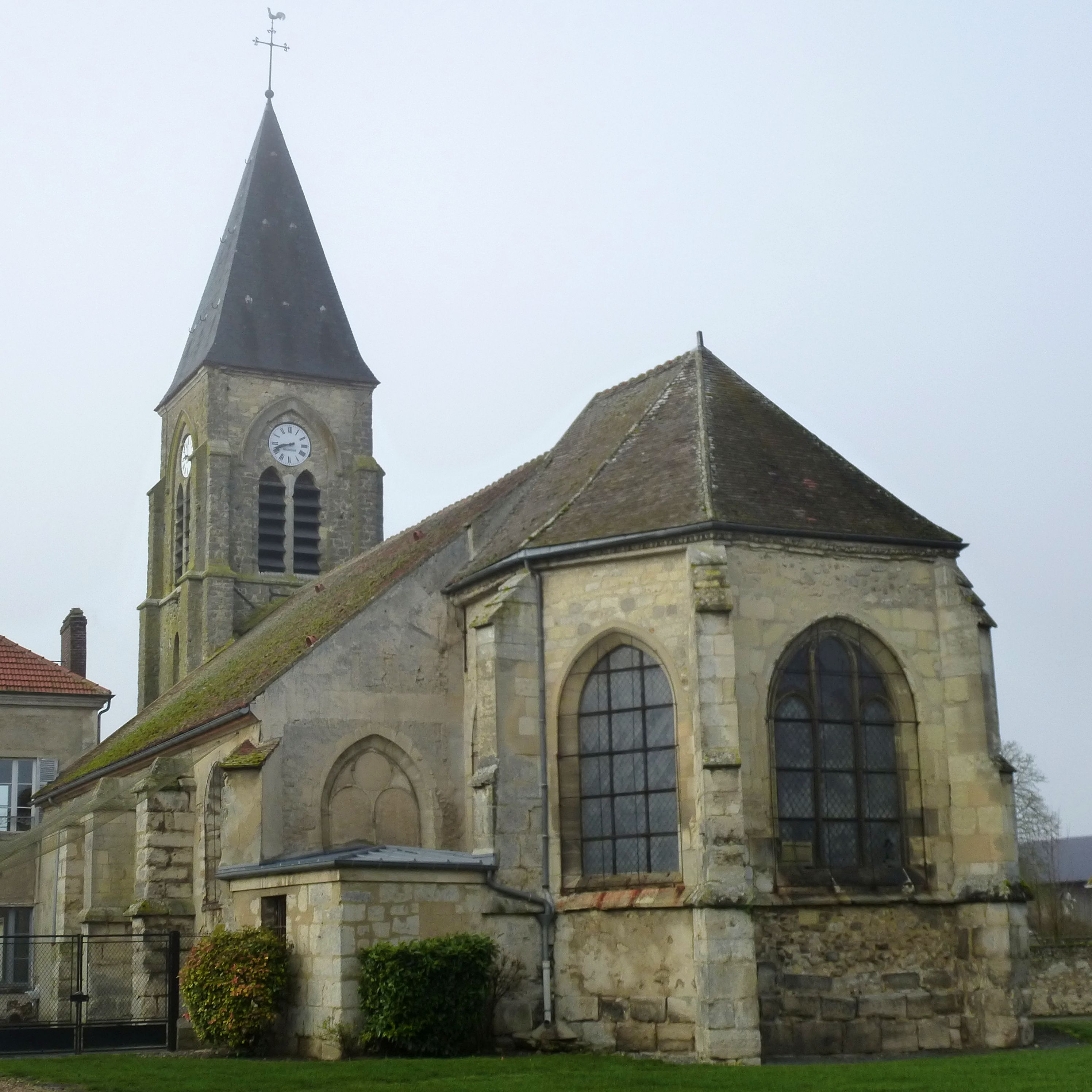
Kirche Sainte-Geneviève

Die katholische Kirche Sainte-Geneviève in Barcy, einer französischen Gemeinde im Département Seine-et-Marne in der Region Île-de-France, wurde im 13. Jahrhundert erbaut und 1914 während des Ersten Weltkriegs stark beschädigt. Die Kirche an der Place de la Mairie ist als Monument historique klassifiziert. Sie ist der heiligen Genoveva geweiht.
Die Kirche ist dreischiffig und besitzt ein Querhaus. Der Turm wurde im Jahr 1871 an der Westseite neu errichtet. Die Säulen im Inneren besitzen Kapitelle mit geometrischem Dekor.

## Ausstattung
Siehe: Liste der Monuments historiques in Barcy#Liste der Objekte